# Cuckoo (film)
Cuckoo är en tysk-amerikansk thriller- och skräckfilm som hade premiär den 3 maj 2024 i USA. Filmen är regisserad av Tilman Singer, som även skrivit filmens manus.

## Handling
Filmen kretsar kring en amerikansk-brittisk familj som flyttar till tyska alperna för att utveckla en resort som drivs av Mr König (Dan Stevens). När familjen förstår Gretchen (Hunter Schafer) att något inte står rätt till. Mr König beter sig väldigt udda och något underligt händer något med resortens besökare.

## Rollista (i urval)
- Hunter Schafer – Gretchen
- Dan Stevens – Mr. König
- Jessica Henwick – Beth
- Jan Bluthardt – Henry
- Marton Csokas – Luis
- Greta Fernández – Trixie
- Àstrid Bergès-Frisbey – Ed